# Regresja liniowa

Przykład danych z modelem liniowym dopasowanym metodą najmniejszych kwadratów

Regresja liniowa – w modelowaniu statystycznym, metody oparte na liniowych kombinacjach zmiennych i parametrów dopasowujących model do danych. Dopasowana linia lub krzywa regresji reprezentuje oszacowaną wartość oczekiwaną zmiennej {\displaystyle y} przy konkretnych wartościach innej zmiennej lub zmiennych {\displaystyle x.} W najprostszym przypadku dopasowana jest stała lub funkcja liniowa, na przykład:
{\displaystyle y=\beta _{0}+\beta _{1}x.}
Zmienna {\displaystyle y} jest tradycyjnie nazywana zmienną objaśnianą lub zależną. Zmienne {\displaystyle x} nazywa się zmiennymi objaśniającymi lub niezależnymi. Zarówno zmienne objaśniane i objaśniające mogą być wielkościami skalarnymi lub wektorami.
Regresja w ogólności to problem estymacji warunkowej wartości oczekiwanej. Regresja liniowa jest nazywana liniową, gdyż zakładanym modelem zależności między zmiennymi zależnymi a niezależnymi jest przekształcenie liniowe (afiniczne) względem parametrów, reprezentowane w przypadku wielowymiarowym przez macierz.

## Model regresji liniowej
Niech dany będzie zbiór danych zaobserwowanych {\displaystyle \{y_{i},\,x_{i1},\dots ,x_{ip}\}_{i=1}^{n}.} Model regresji liniowej zakłada, że istnieje liniowa (afiniczna) relacja pomiędzy zmienną zależną {\displaystyle y_{i}} a wektorem {\displaystyle p\times 1} regresorów {\displaystyle \mathbf {x} _{i}.} Zależność ta jest modelowana przez uwzględnienie składnika losowego (błędu) {\displaystyle \varepsilon _{i},} który jest zmienną losową. Dokładniej, model ten jest postaci
{\displaystyle y_{i}=\beta _{0}1+\beta _{1}x_{i1}+\ldots +\beta _{p}x_{ip}+\varepsilon _{i}=\mathbf {x} _{i}^{\top }{\boldsymbol {\beta }}+\varepsilon _{i},\qquad i=1,\dots ,n,}
gdzie {\displaystyle ^{\top }} oznacza transpozycję, tj. {\displaystyle \mathbf {x} _{i}^{\top }{\boldsymbol {\beta }}} jest iloczynem skalarnym wektorów {\displaystyle \mathbf {x} _{i}} oraz {\displaystyle {\boldsymbol {\beta }}.}
Powyższe {\displaystyle n} równań można zapisać w sposób macierzowy:
{\displaystyle \mathbf {y} =X{\boldsymbol {\beta }}+{\boldsymbol {\varepsilon }},}
gdzie:
{\displaystyle \mathbf {y} ={\begin{pmatrix}y_{1}\\y_{2}\\\vdots \\y_{n}\end{pmatrix}},\qquad X={\begin{pmatrix}\mathbf {x} _{1}^{\top }\\\mathbf {x} _{2}^{\top }\\\vdots \\\mathbf {x} _{n}^{\top }\end{pmatrix}}={\begin{pmatrix}1&x_{11}&\ldots &x_{1p}\\1&x_{21}&\ldots &x_{2p}\\\vdots &\vdots &\ddots &\vdots \\1&x_{n1}&\ldots &x_{np}\end{pmatrix}},\qquad {\boldsymbol {\beta }}={\begin{pmatrix}\beta _{0}\\\beta _{1}\\\beta _{2}\\\vdots \\\beta _{p}\end{pmatrix}},\qquad {\boldsymbol {\varepsilon }}={\begin{pmatrix}\varepsilon _{1}\\\varepsilon _{2}\\\vdots \\\varepsilon _{n}\end{pmatrix}}.}
Najczęściej wykorzystuje się do tego celu klasyczną metodę najmniejszych kwadratów i jej pochodne. Metoda ta jest najstarsza i najłatwiejsza do zastosowania, choć posiada wady (np. niewielką odporność na elementy odstające), które udało się usunąć w innych, mniej rozpropagowanych metodach. Są to odporne metody statystyczne, do których należy regresja medianowa i algorytmy z regularyzacją.

Kwartet Anscombe’a

Niedostateczność prostych algorytmów w ogólnym przypadku pokazuje m.in. kwartet Anscombe’a – specjalnie przygotowany zestaw czterech zbiorów danych, które mają niemal tożsame wskaźniki statystyczne (średnią i wariancję w kierunku X i Y, współczynnik korelacji oraz prostą regresji) mimo znacząco różnego charakteru danych.

## Testy oparte na modelu liniowym
Wiele klasycznych narzędzi statystycznych opatrzonych własnymi nazwami, takich jak współczynnik korelacji {\displaystyle r} Pearsona, ANOVA czy test t Studenta jest szczególnymi przypadkami lub aspektami modelu liniowego. Dotyczy to również licznych testów nieparametrycznych, w których przypadku zamiast surowych wartości zmiennych stosuje się rangi obserwacji.
Historycznie, klasyczne narzędzia stanowiły proste, gotowe do użycia modele z dobrze opisanymi właściwościami. W wielu przypadkach wymagają one jedynie obliczenia kilku średnich arytmetycznych, ignorując tym samym większość informacji zawartych w danych. W ortodoksyjnym podejściu częstościowym test realizuje się następnie z reguły przez określenie prawdopodobieństwa danych przy założeniu modelu zerowego: o odpowiedniej dla sytuacji strukturze, ale zakładającego zerowe zależności. Modele zerowe dla klasycznych testów mają dobrze znane rozkłady prawdopodobieństwa, i wykonanie testu polegało na odnalezieniu odpowiedniej wartości w standardowej tabeli w podręczniku.
Prostota technik pozwoliła na ich łatwe i powszechne stosowanie w epoce niskiej dostępności i mocy komputerów. Zwyczaj ten ukrywa jednak ich strukturalną i poznawczą banalność, i zachęca do zaniedbywania surowych założeń warunkujących ich trafność. Współcześnie statystycy mogą tworzyć i stosować modele oraz testy dużo dokładniej dopasowane do konkretnych zastosowań i ograniczeń.
Poniższa tabela – oparta na pracy Lindeløva – przedstawia równoważne klasycznym narzędziom modele liniowe, gdzie {\displaystyle D} reprezentuje zmienne typu dummy, przyjmujące wartości 1 lub 0 dla obserwacji należących (lub nie) do konkretnej grupy obserwacji, {\displaystyle ranga()} to funkcja mapująca surowe wartości zmiennych na ich relatywne rangi (w niektórych przypadkach ze znakiem, rozróżniając wartości ujemne i dodatnie), a {\displaystyle \epsilon } to wyraz błędu.
| Nazwa zwyczajowa                               | Równoważny model liniowy | Opis słowny                                                                              |
| ---------------------------------------------- | --- | ---------------------------------------------------------------------------------------- |
| test t Studenta dla jednej próby               | {\displaystyle y=\beta _{0}+\epsilon } | Czy średnia (lub mediana) obserwacji jest ich dobrym predyktorem?                        |
| test Wilcoxona dla jednej próby                | {\displaystyle \mathrm {ranga} _{-}^{+}(y)=\beta _{0}+\epsilon } | Czy średnia (lub mediana) obserwacji jest ich dobrym predyktorem?                        |
| test t Studenta dla par obserwacji             | {\displaystyle y_{2}-y_{1}=\beta _{0}+\epsilon } | Czy średnia (lub mediana) różnic obserwacji jest ich dobrym predyktorem?                 |
| test Wilcoxona dla par obserwacji              | {\displaystyle \mathrm {ranga} _{-}^{+}(y_{2}-y_{1})=\beta _{0}+\epsilon } | Czy średnia (lub mediana) różnic obserwacji jest ich dobrym predyktorem?                 |
| korelacja r Pearsona                           | {\displaystyle y=\beta _{0}+\beta _{1}x+\epsilon } | Czy model liniowy jest dobrym predyktorem obserwacji (lub ich rang)?                     |
| korelacja Spearmana                            | {\displaystyle \mathrm {ranga} (y)=\beta _{0}+\beta _{1}\mathrm {ranga} (x)+\epsilon } | Czy model liniowy jest dobrym predyktorem obserwacji (lub ich rang)?                     |
| test {\displaystyle t} Studenta dla dwóch prób | {\displaystyle y=\beta _{0}+\beta _{1}D+\epsilon } | Czy średnie grup są dobrym predyktorem obserwacji (lub ich rang)?                        |
| test Manna-Whitneya                            | {\displaystyle \mathrm {ranga} _{-}^{+}(y)=\beta _{0}+\beta _{1}D+\epsilon } | Czy średnie grup są dobrym predyktorem obserwacji (lub ich rang)?                        |
| jednoczynnikowa ANOVA                          | {\displaystyle y=\beta _{0}+\beta _{1}D_{1}+\beta _{2}D_{2}+\ldots +\beta _{n}D_{n}+\epsilon } | Czy średnie grup są dobrym predyktorem obserwacji (lub ich rang)?                        |
| test Kruskala-Wallisa                          | {\displaystyle \mathrm {ranga} _{-}^{+}(y)=\beta _{0}+\beta _{1}D_{1}+\beta _{2}D_{2}+\ldots +\beta _{n}D_{n}+\epsilon } | Czy średnie grup są dobrym predyktorem obserwacji (lub ich rang)?                        |
| jednoczynnikowa ANCOVA                         | {\displaystyle y=\beta _{0}+\beta _{1}D_{1}+\beta _{2}D_{2}+\ldots +\beta _{n}D_{n}+\beta _{x}x+\epsilon } | Czy średnie grup oraz ich liniowy model są dobrym predyktorem obserwacji (lub ich rang)? |
| dwuczynnikowa ANOVA                            | {\displaystyle {\begin{aligned}y=\beta _{0}&+\beta _{1}D_{1}+\beta _{2}D_{2}+\ldots +\beta _{n}D_{n}\\&+\beta _{o}E_{1}+\beta _{p}E_{2}+\ldots +\beta _{r}E_{m}\\&+\beta _{s}D_{1}E_{1}+\beta _{t}D_{1}E_{2}+\ldots +\beta _{u}D_{n}E_{m}+\epsilon \end{aligned}}} | Czy średnie grup oraz ich iloczynów są dobrym predyktorem obserwacji?                    |